# Собкі (Лодзинське воєводство)
Собкі (пол. Sobki) — село в Польщі, у гміні Зелюв Белхатовського повіту Лодзинського воєводства.
Населення — 151 особа (2011).
У 1975-1998 роках село належало до Пйотрковського воєводства.

## Демографія
Демографічна структура станом на 31 березня 2011 року:
|          | Загалом | Допрацездатний вік | Працездатний вік | Постпрацездатний вік |
| -------- | ------- | ------------------ | ---------------- | -------------------- |
| Чоловіки | 66      | 11                 | 44               | 11                   |
| Жінки    | 85      | 10                 | 43               | 32                   |
| Разом    | 151     | 21                 | 87               | 43                   |